# Karl Edvard Nylander
Karl Edvard Nylander, född 19 september 1879 i Skara, död 19 februari 1980 i Lidingö, var en svensk elektroingenjör. 
Nylander, som var son till direktör Oscar Nylander och Anna Forssell, utexaminerades från Kungliga Tekniska högskolan 1902. Han var ingenjör hos Svenska AB Siemens & Halske 1903–1907, hos Siemens-Schuckertwerke i Berlin 1907–1912, vid Trollhätte kraftverk 1912–1916, byråingenjör vid Vattenfallsstyrelsen 1916–1918, konstruktionschef 1918–1920, förste byrådirektör 1920–1939 och överingenjör 1939–1944.
Nylander var medlem av 1919 års starkströms-svagströmskommitté, ledamot av styrelsen för Elektriska standardiseringskommittén och Svenska elektriska kommittén 1927–1950, styrelseledamot i AB Lidingö Elektricitets- och vattenverk, resp. Lidingö elektricitetsverk från 1930 och i Lidingö Trafik AB 1944–1951. Han är begravd på Lidingö kyrkogård.